# Nacho Sánchez
Ignacio Agustín Sánchez Romo, meglio noto come Nacho Sánchez (Las Palmas de Gran Canaria, 11 febbraio 1993), è un calciatore spagnolo, attaccante del Racing Ferrol.

## Carriera
Ha giocato nella seconda divisione spagnola con il Numancia.
Il 23 settembre 2020 si trasferisce a titolo definitivo al Marbella FC.

## Statistiche

### Presenze e reti nei club
Statistiche aggiornate al 26 marzo 2021.
| Stagione        | Squadra         | Campionato      | Campionato | Campionato | Coppe nazionali | Coppe nazionali | Coppe nazionali | Coppe continentali | Coppe continentali | Coppe continentali | Altre coppe | Altre coppe | Altre coppe | Totale | Totale |
| Stagione        | Squadra         | Comp            | Pres       | Reti       | Comp            | Pres            | Reti            | Comp               | Pres               | Reti               | Comp        | Pres        | Reti        | Pres   | Reti   |
| --------------- | --------------- | --------------- | ---------- | ---------- | --------------- | --------------- | --------------- | ------------------ | ------------------ | ------------------ | ----------- | ----------- | ----------- | ------ | ------ |
| 2015-2016       | Numancia        | SD              | 26         | 1          | CR              | 1               | 0               | -                  | -                  | -                  | -           | -           | -           | 27     | 1      |
| 2016-2017       | Numancia        | SD              | 28         | 2          | CR              | 1               | 0               | -                  | -                  | -                  | -           | -           | -           | 29     | 2      |
| 2017-2018       | Numancia        | SD              | 31         | 2          | CR              | 5               | 1               | -                  | -                  | -                  | -           | -           | -           | 36     | 3      |
| 2018-2019       | Numancia        | SD              | 26         | 2          | CR              | 1               | 0               | -                  | -                  | -                  | -           | -           | -           | 27     | 2      |
| 2019-2020       | Numancia        | SD              | 22         | 0          | CR              | 1               | 0               | -                  | -                  | -                  | -           | -           | -           | 23     | 0      |
| Totale Numancia | Totale Numancia | Totale Numancia | 133        | 7          |                 | 9               | 1               |                    | -                  | -                  |             | -           | -           | 142    | 8      |
| 2020-2021       | Marbella FC     | SDB             | 16         | 0          | CR              | 2               | 0               | -                  | -                  | -                  | -           | -           | -           | 18     | 0      |
| Totale carriera | Totale carriera | Totale carriera | 149        | 7          |                 | 11              | 1               |                    | -                  | -                  |             | -           | -           | 150    | 8      |